# История калмыков

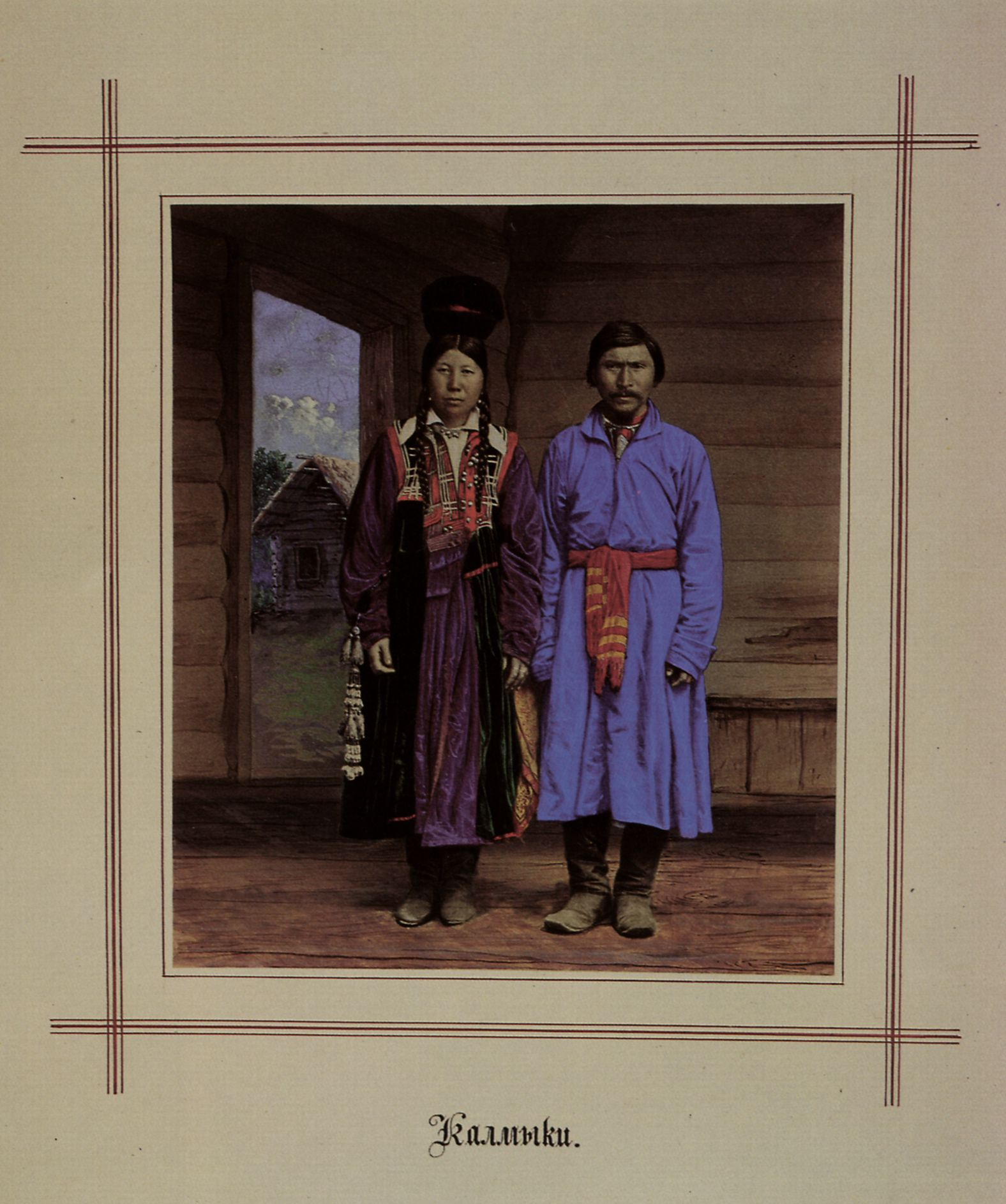
Калмыки, 1872 год

История калмыков — история части западных монголов (ойратов), мигрировавших из Центральной Азии на Нижнюю Волгу и в Северный Прикаспий, где они сформировались в отдельный этнос, за которым закрепилось название — «калмыки».
Хронология истории калмыков начинается с периода начала миграции в конце XVI — начале XVII века, когда проживавшие в Джунгарии и соседних регионах племена западных монголов (ойратов) разделились: одна часть откочевала в район озера Кукунор, другая, оставшись на месте, составила основное население Джунгарского ханства, а третья — переместилась в пределы Русского царства. В этой статье представлена история последней группы (историю других групп см. Ойраты, Джунгарское и Хошутское ханства).
Основная научная литература по истории калмыков — классические работы Н.Я. Бичурина, Г. С. Лыткина и А. М. Позднеева (2-я пол. XIX — нач. XX вв.), Н. Н. Пальмова (1920-е — 1930-е гг.), а также публикации современных (большей частью калмыцких) исследователей (У. Д. Душана, У. Э. Эрдниева, Г. О. Авляева, В. П. Санчирова, А. Г. Митирова), основанные на средневековых китайских и монгольских хрониках, русских исторических сочинениях и делопроизводственных документах государственных учреждений Российской империи XVIII — XIX вв.
Существует дисциплина в монголоведении — калмыковедение, изучающая историю, культуру, язык, этногенез и быт калмыков.

## XVI век
В этот период происходило перемещение небольшой части калмыцких кочевий из Джунгарии и Восточного Казахстана на северо-запад в сибирские пределы Русского царства — в земли по рекам Иртышу, Оми и Ишиму; позже кочевья сместились юго-западнее — на Нижнюю Волгу и Северный Прикаспий, где пока появлялись небольшие группы калмыков.
Во 2-й половине XVI века в Западной Сибири калмыки всё чаще сталкиваются с сибирскими татарами и русскими, а на Нижней Волге с Ногайской Ордой, которая переживала период распада: миграция ногаев на западный берег Волги привела к выделению из неё Малых Ногаев (позже между Кабардой и Азовом), а на восток от Волги, в сторону Аральского моря выделилась Алтыульская Орда.

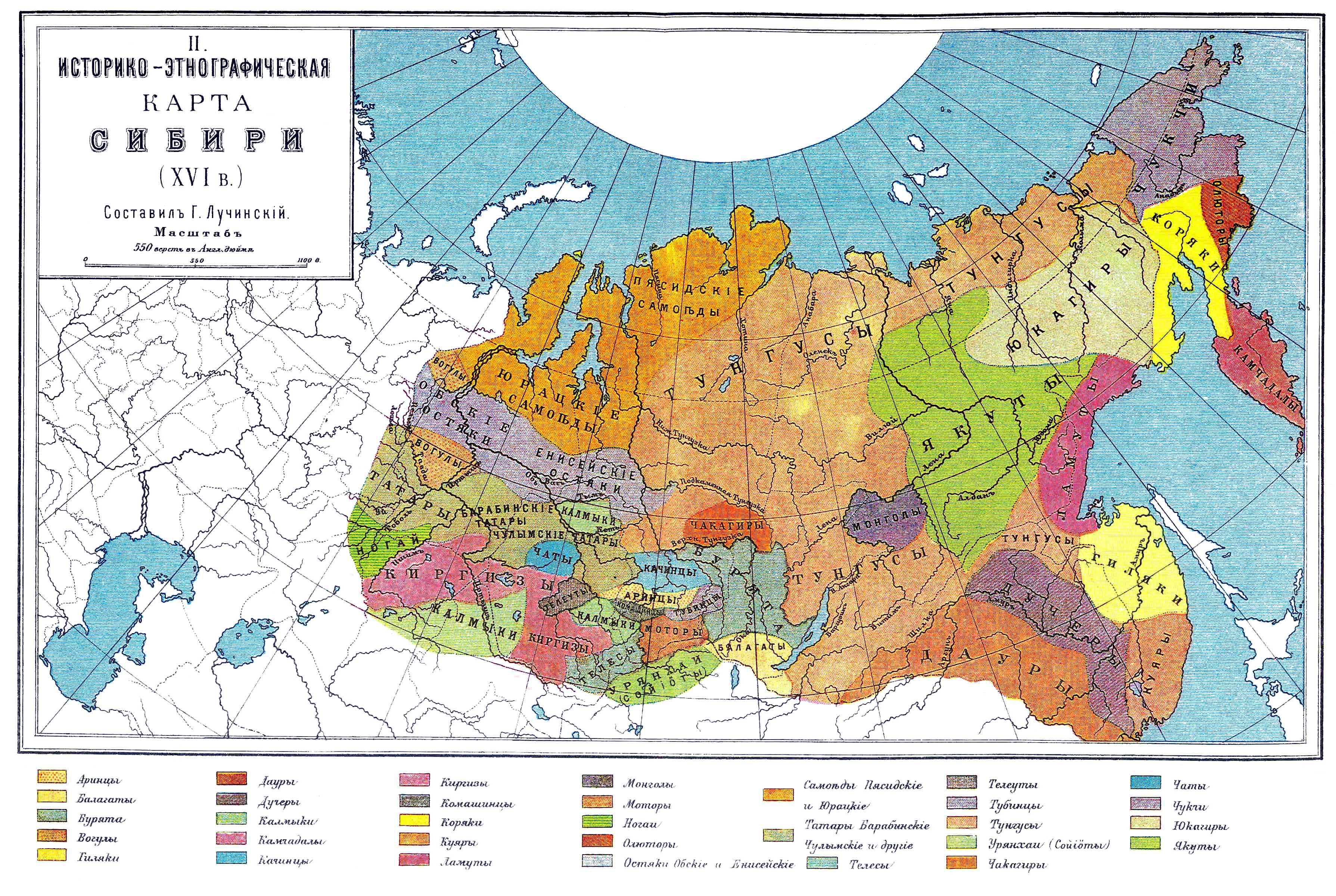
Калмыки на Иртыше в XVI веке

Хронология
| Дата      | Основные события |
| --------- | --- |
| 1556      | Ногайский бий Шейх-Мамай (кековат 1537—1541, бий 1541—1549), основатель Алтыульской орды, которая занимала восточный форпост ногайских владений, сообщал Московскому царю Ивану IV «Грозному» о нападении калмыков. |
| 1560      | Калмыки совершили военный поход в окрестности столицы Ногайской Орды города Сарайчика (Малый Сарай). |
| 1562      | Правнук Даян-хана Хутухтай-Сэцэн-хунтайджи выступил против ойратов, напал на торгутов, разгромил их кочевья и принудил их к отступлению до берегов Иртыша. |
| 1574      | Первое упоминание о калмыках в русских летописях: «А когда станут в те крепости приходить к Якову и Григорию торговые люди бухарцы и калмыки и казанские орды и инных земель с какими товары, и у них торговати повольно беспошлинно» (Строгановская летопись излагающая указ Ивана Грозного от 30 мая 1574 года на имя Строгановых). |
| 1578      | Начало распространения буддизма-ламаизма. |
| 1587      | Ойраты разбили войско Шолой-Убаши-хунтайджи. |
| 1591      | Сибирский хан Кучум «… от неначаяния рати русской утече на калмытский рубеж, на вершины рек Ишима и Нор-Ишима… похитил у калмыков коней многое число. Калмыки же гнаша во след его…». |
| 1594      | Ойраты вышли в верховья рек Ишим и Омь, чем вызвали появление русского форпоста Тары. |
| 1599—1662 | Годы жизни ойрато-калмыцкого просвятителя Зая-Пандиты. |

## XVII век
В первой трети XVII века большие группы калмыков вышли своими кочевьями к берегам Волги, они окончательно вынудили ногаев уйти на её западный берег и далее к сородичам на Терек, Кубань, Крым, Буджак (часть ногаев была покорена и присоединена к калмыкам).
В вытеснении ногаев с Нижней Волги калмыкам помогло донское казачество, получившее в 1633 году от русского правительства указание «до конца разорити и покорити» Ногайскую орду. Калмыки всё более тесно контактируют и конфликтуют с Русским царством. В 1655 году калмыками дана первая шертная запись на верность русскому царю, впоследствии они неоднократно принимали шерти и нарушали их.
Максимальная территория кочевий калмыцких племён на Нижней Волге и Северном Прикаспии имела границы: на юге — до реки Терек, на севере — до города Самары, на западе — до реки Дон и на востоке — до реки Яик (Урал) (позже ареал проживания уменьшился и стал примерно соответствовать границам современной республики Калмыкия).
Причины такого перемещения части ойратов (в основном торгутских нойонов и тайшей, а также дербетских и хошутских тайшей и нойонов) не известны, ряд исследователей предполагает, что они вызваны внутриойратскими конфликтами в Джунгарии. Так пришедший на русские границы торгутский тайши Хо-Урлюк, первый хан образовавшегося на Нижней Волге калмыцкого государства, конфликтовал и даже имел сражение с родственником джунгарских правителей дербетским тайши Далай-Батыром и хошутскими нойонами, которые хотели вернуть его улусы в состав Ойратской конфедерации. В 1618 году из Тобольска в калмыцкие улусы были направлены Петров и Куницын, которые добирались до улуса Далай-Батыра-тайши два месяца. Там они застали трёх главных тайшей: дербетского Далай-Батыра, хошутского Чокура и торгутского Хо-Урлюка. Послы в своих записках назвали Далай-Батыра
«всею калмыцкою землею царем, а сам он себя царем не пишет…., а думчие ближние тайши Чугур да Урлюк — тайша».
В 1634 году ойраты заключают договор, согласно которому: торгутский Хо-Урлюк должен нести оборону с запада против ногаев; на юге стоял дербетский Далай-Батыр против бухарского хана; хошутский Гуши — против казахских жузов; джунгарский Эрдэни-Батур-хунтайджи — против Алтан-хана. Однако торгутский тайши Хо-Урлюк стал проводить самостоятельную политику в отношении Ногайской Орды, Русского царства и прочих, в связи с чем в 1635 году между двумя крупными тайшами — дербетским Далай-Батыром и торгутским Хо-Урлюком — происходит ссора, так как Далай-Батыр был сторонником объединения Джунгарии в единое государство и хотел заставить Хо-Урлюка выполнять условия договора от 1634 года о совместной обороне ойратских земель и совместном кочевании, из-за чего весной 1635 года дважды разбивал Хо-Урлюка, который не хотел подчиняться условиям договора и хотел проводить самостоятельную политику в отношениях с ногайцами, русскими и пр. Летом 1635 года Дайчин и Хо-Урлюк мирятся с Далай-Батыром, из-под власти которого они стремятся выйти. Возможно, эти (или какие-то другие) причины вынудили Хо-Урлюка перекочевать на Нижнюю Волгу и Северный Прикаспий, где он вместе с сыновьями и внуками повёл активную военно-политическую экспансию.

Однако российский историк и востоковед Н. Бичурин (Иакинф), одним из первых российских историков исследовавших историю ойратов (калмыков), на основании переведенных им на русский язык китайских исторических хроник, полагал, что ойраты (калмыки) замыслили восстановить Великую Монгольскую империю, приводя в своём историческом труде «Историческое обозрение ойратов или калмыков» в доказательство своих слов следующие соображения: 
«По внимательном соображении обоесторонних сведений о переходе Торготов от Алтая в Россию каждый убедится в истине, что сей переход, случившийся в одно время с переселением Хошотов от Алтая же к Хухунору, произошел не от взаимных неудовольствий между Ханами. Это очень видно из того, что выходцы по переселении на новые земли всегда были с мнимыми своими врагами, оставшимися в Чжуньгарии, в самых тесных и родственных, и политических связях. Иначе Хо-Урлук и Гуши-Хан не решились бы ехать в Чжуньгарию на конгресс 1640 года, В помянутых переселениях открывается новый и обдуманный план хитрых замыслов, которых вначале даже и Пекинский кабинет не мог приметить. В то самое время, как Батор-Хонь-Тайцзи приводил к концу начатое отцом его Хара-Хулою соединение Ойратов под единство власти и законов, Гуши-Хан уходит с частию Хошотов на Юго-Восток к Хухунору и основывает там новое царство; потом переходит в Тибет и, убив Тибетского Государя на сражении, получает от Далай-Ламы верховную власть над сим Государством. С противоположной стороны Хо-Урлук удаляется с привольных берегов Иртыша к вершинам Эмбы и Тобола и там действует и против России, и против Киргиз-Казаков в связи с Чжуньгарскими Ойратами; потом, покорив Уральских Ногаев и Турецкие поколения на Восточном берегу Каспийского моря, оцепляет Киргиз-Казачьи Орды с тыла. Таким образом, Ойроты без кровопролития приобрели господство над обширными странами в Азии от Алтая на Запад до Каспийского моря, на Юг до пределов Индии. Из сих обстоятельств очевидно, что Ойроты, размножившись в продолжение 150-летнего мира от Эсэня до Хара-Хулы, замыслили восстановить древнюю Чингис-Ханову Империю в Азии, и начало, увенчанное столь счастливым успехом, много обещало им в будущем, если бы впоследствии домашние междоусобия и хитрая политика Пекинского кабинета не привели дел их в совершенное расстройство». 
Возможно эти (или какие-то другие) причины вынудили Хо-Урлюка и ряд дербетских и хошутских тайшей и нойонов перекочевать на Нижнюю Волгу и в Северный Прикаспий, где они стали вести активную военно-политическую экспансию.
Эта перекочёвка калмыков совершалась, несомненно, с общего ведома и согласия джунгарских князей и велась она последовательно. Занятие ими берегов Волги приходится на 1630—1632 годы. Главный юрт их в эту пору постоянно находился за Уралом, и отсюда в 1640 году Хо-Урлюк ездил в Джунгарию на съезд князей. По возвращении его калмыки начали предпринимать разбойнические движения к Поволжью. После смерти Хо-Урлюка владычество над калмыками перешло в руки старшего сына его, Шукур-Дайчина, и последний в 1645 году отправился в Тибет, чтобы получить от Далай-ламы утверждение в своём звании. Между тем в 1646 году некоторые из мелких калмыцких князьков отправили посольства в Астрахань и просили покровительства России. В наказе, данном астраханским воеводам в том же 1646 году, говорилось поэтому, что
«великий государь калмыцких Шукур-Дайчина и прочих калмыцких таштей с их улусы изволит держать в своем государском милостивом призрении»
между тем первым делом Шукур-Дайчина по возвращении его из Тибета (1654) было нападение на русские земли.
Во время русско-польской войны 1654—1667 годов сын Далай-Батыра — дербетский тайши Солом-Церен приходил со своим войском на Дон и Волгу и участвовал в 1661—1667 годах вместе с торгутским тайшой Мончаком в войне против Крымского ханства, что подтверждается союзным русско-калмыцким «шертным» договором от 8 июня 1661 года, а затем в 1672—1674 годах забрав свой улус, окончательно перекочевал с сыновьями из Джунгарии на Волгу. В 1663 году на Волгу прибыли дербетские улусы и войска под руководством дербетского тайши Даян-Омбо (сына Далай-Батыра). В 1755—1759 годах. на Волгу прибыли дербеты из Джунгарии после падения Джунгарского ханства.
Правление Дайчина, как и сына его Мончака (Пунцука), замечательное время в истории калмыков, главным образом, объединением и сплочением многочисленных ойратских племен, перекочевавших из Джунгарии. В 1672 году вступил в управление Аюка, разбил своего дядю Дугара, который ранее помог своему племяннику Аюке вернуть свои улусы, захватил его (Дугара) вместе с сыном его Цереном и объявив их государственными преступниками выдал русским, а сам завладел их (Дугара и Церена) улусами. Аюка продолжал распространять свою власть и обессиливать прочих калмыцких владетелей ссоря и сталкивая их между собой, а затем выступая в роли миротворца. Два брата его возбудили междоусобную распрю, и один из них просил для защиты стрелецкий полк. Близ Чёрного Яра они сошлись для битвы, но Аюка убедил их помириться, после чего все трое, соединив свои войска, напали на стрельцов и всех их перерубили. В 1674 году русские просили Аюку помочь в их «промысле над Азовом и неприятельскими крымскими юртами», но Аюка этой просьбы не исполнил. Калмыки и подвластные им татары постоянно производили нападения на русских, «брали их в полон и учуги разоряли». Сообщение с Астраханью было в эти годы крайне затруднительно: от Царицына до Астрахани ездили только многочисленными компаниями, да и то лишь водяным путём. С 1684 года Аюка перенёс свои военные действия за Урал: воевал с киргиз-кайсаками, потом покорил туркменов мангышлакских; к этому же периоду относятся его войны с дагестанцами, кумыками, кабардинцами и кубанцами.
В 1690 году регент Далай-ламы V от его имени, прислал калмыцкому «владетелю» Аюке ханский титул и печать. Аюка принял эти пожалования, этим поступком демонстрируя некую независимость от России, несмотря на все договоры с ней.
Когда в 1697 году Пётр Великий уезжал за границу, он отправил к Аюке особое посольство с просьбой охранять русские границы. Русские, с своей стороны, обязались помогать Аюке пушками и выдавать ему ежегодно по 20 пудов пороха и 10 пудов свинца, а также без согласия его не крестить калмыков, под опасением пени за окрещённых.
| Дата | Основные события |
| --- | --- |
| 1-я треть XVII века Продолжается перемещение калмыков из Джунгарии, Восточного Казахстана и Восточной Сибири в пределы России к нижнему течению Волги и Северному Прикаспию. | |
| 11 февраля 1601 | Царь Борис Годунов в своем указе предписал тобольскому воеводе вести разведку среди калмыков. |
| 1603—1604 | Торгуты совершают нападение на Хивинское ханство (В. В. Бартольд), и спустя некоторое время опустошают некоторые области Бухарского ханства («История Узбекистана»). |
| 1604 | Торгуты Хо-Урлюка отделяются от дербетов Далай-Батыра. |
| 1604—1605 | В Сибири у торгутов и дербетов начинаются столкновения с местными жителями. |
| 1605—1606 | Калмыки появляются на землях нынешних Акмолинской и Тургайской степей в отдельных местах Центрального Казахстана. |
| 1606 | - Конфликт между калмыками и государством Алтан-ханов. - Торгуты и дербеты попеременно появляются на реке Омь, у Камышлова озера, на реках Ишим и Тобол. |
| 1607 | - Хо-Урлюк кочует отдельно от других тайшей вверх по Ишиму. - Сентябрь, в Тару прибывают новые послы от торгутов. |
| 1607—1608 | Военные столкновения торгутов с казахами. |
| февраль 1608 | Русский царь Василий Шуйский принимает одно из первых посольств калмыцких (а именно дербетских) тайши, и даёт согласие на их просьбу о принятии русского подданства. |
| 1609 | Успешный военный поход дербетов Далай-Батыра на казахов, а затем на владения Алтан-хана Шолой-Убаши. |
| 1613 | - Калмыки кочуют с востока на запад от реки Эмбы и Иргиза в направлении к Уралу (Яику) и обратно. - Калмыки меняют направление с северо-западного на юго-западное, проходят через степи Центрального Казахстана, спускаются к низовьям реки Яик, а оттуда к Волге, не встречая значительного сопротивления со стороны казахов, киргизов и ногаев. - Калмыки, мобилизовав подвластных им казахов, совершают военный поход на Ташкент. - 4-тысячный отряд калмыков, форсировав Яик, стремительно разгромил кочевья ногаев в междуречье Яика и Волги. |
| 1615 | - Принятие буддизма большинством ойратов (в том числе и калмыков). - Дербетский Далай-Батыр-тайши, джунгарский Хара-Хула и Чокур, торгутский Хо-Урлюк и хошутский Кундулен-Убуши отправились для обучения в Лхасу. |
| 1616 | - Калмыки дошли до яицкого бассейна и атаковали эмбино-яицких ногаев. - Иван Куницын и Томило Петров писали в Москву о состоянии калмыцкого общества: «На бои сбираются 4 человека больших тайш. А с ними боевые люди по 10 000 человек». - Торгуты, держась далеко от Волги, совершают набеги на ногаев из-за Яика. - Русские послы Т. Петров и И. Куницын сообщали: «В Колматцкой земле ныне в подданстве и в их послушанье Казахская Большая Орда да Киргизская орда» |
| 1618 | - Русское посольство к ойратам. Русские послы Т. Петров и И. Куницын добравшись до ставки дербетского тайши Далай-Батыра, застали там трёх главных тайшей: дербетского Далай-Батыра, хошутского Чокура и торгутского Хо-Урлюка. Послы в своих записках назвали дербетского Далай-Батыра «всею калмыцкою землею царем, а сам он себя царем не пишет…., а думчие ближние тайши Чугур да Урлюк — тайша». - Значительная часть калмыков (торгутов до 50 000 кибиток) оставила Джунгарию под предводительством тайши Хо-Урлюка. |
| 1619 | Калмыки захватили большую часть ногайских улусов. |
| 1620 | - Осень, калмыки атакуют башкир. - Военные столкновения калмыков с казахами и монголами. |
| 1623 | - Тобольский воевода Годунов, получив известие о перекочёвке калмыков к верховьям Тобола, послал боярского сына Черкасова, чтобы привлечь их на свою сторону, но калмыки восстали против него и едва не перебили все посольство. - Хо-Урлюк кочует по Камышлову озеру, оттуда переходит на Верхнюю Эмбу. - Лоузан-тайши кочует между реками Сырт и Яик, идет походом на ногаев на реку Савран. |
| 1624 | Союз казахов с киргизами и бухарским ханом Имамкулом против калмыков. |
| 1624—1625 | Военные набеги калмыков (дербетов Далай-Батыра и торгутов Хо-Урлюка) на Ургенч, в 1630-е годы доходят до полуострова Мангышлак. |
| 1628 | Хо-Урлюк, не доходя до реки Урал (Яик), покорил ембулуковских татар, кочевавших при Эмбе. Потом перешёл снова на Урал-реку и подчинил своей власти татарские племена: ногай, хатай-хабчик (кипчак), чжитесен (едисан). |
| 1629—1630 | Калмыки пришли на Яик и осадили казачьи городки. В отписке по этому поводу говорится: «А приступали де к ним те калмыцкие люди к Солёному городку с щитами и с приметы, и вогненой де, государь, бой у них есть». |
| 1630 | - Торгутский тайши Хо-Урлюк кочует на обширных степях между Волгой, Уралом, Самарой, Каспийским морем, а на севере доходит до реки Тобол. Мелкие калмыцкие кочевья присоединяются к нему. - Хо-Урлюк завоевывает джембулуковских ногаев и приводит их к Волге. Его сыновья — Лоузан и Йельденг покоряют ногаев, живших по Волге, включают их в состав своих улусов. - Лоузан (сын Хо-Урлюка) переправляется за реки Урал и Волгу, покорив мангатов (татар). В это время ставка Хо-Урлюка находится на возвышенной стороне Яика. - Калмыки кочуют также по Егорлыку, реке Тамызлов и реке Буйлов. |
| 1630—1644 | Торгутами правит Хо-Урлюк. |
| 1631 | - Алтан-хан просит Россию обеспечить его пушками для борьбы с ойратами. - Хо-Урлюк разоряет ногайские улусы и откочёвывает на Каракум. - Калмыки разгромили курдакско-саргатских татар, в результате чего их численность уменьшилась более чем на 20%. |
| 1632 | - Калмыки передвинулись на Эмбу и Яик, здесь ведут борьбу с «алтыульскими мурзами (ногаями)». - Хо-Урлюк кочуют на Тургайских вершинах, между Ишимом и Тоболом. - Хо-Урлюк располагает свою ставку на берегу реки Ахтуба. |
| 1632 | - Ставка Дайчина располагается при реке Волга. - Тайши Дайчин кочует ещё на Яицких вершинах, Тоболом. - Торгуты одолевают ногайцев и располагаются кочевьем у левого берега Волги. |
| 1633 | - Дайчин кочует недалеко от отца Хо-Урлюка, в Тургайских вершинах, между Ишимом. - Май, Хо-Урлюк оказался снова за Яиком. |
| 1634 | - Весна, ойраты вступают в упорную борьбу с едисанскими и юртовскими татарами, претендовавшими на кочевье в астраханских степях. - Ойраты заключают договор, согласно которому: Хо-Урлюк должен нести оборону с запада против ногаев; на юге стоял Далай-Батыр против бухарского хана; Гуши — против казахских жузов; Эрдэни-Батур против Алтын хана. - Дайчин удаляется за Яик — на реку Эмбу. |
| 1634—1635 | Происходят очередные военные походы калмыков в Волго-Уральское междуречье. |
| 1635 | - Зима, торгуты ходили войной на едисанских и юртовских татар под Астрахань. - Дайчин кочует по Яику. - Хо-Урлюк кочует за Эмбой. - Между двумя крупными калмыцкими тайшами дербетским Далай-Батыром и торгутским Хо-Урлюком происходит ссора из за сепаратизма последнего. Далай-Батыр-тайши был сторонником объединения Джунгарии в единое государство и хотел заставить Хо-Урлюка выполнять условия договора от 1634 года о совместной обороне Ойратского ханства и совместном кочевании, из за чего, весной 1635 года дважды разбивал Хо-Урлюка, который не хотел подчиняться условиям договора и хотел проводить самостоятельную политику в отношениях с соседними народами и государствами. - Лето, Дайчин и Хо-Урлюк мирятся с Далай-Батыром. |
| 1635—1636 | Дайчин кочует на урочище Сакмара, в Яицких вершинах, на Астраханской стороне. Хо-Урлюк же на Эмбе. |
| 1636 | - Дайчин кочует между Камыш-Самарой и Нарын-песками, стремится перейти на крымскую сторону Волги. - Хо-Урлюк кочует за Яиком. - Лоузан-тайши кочует вместе с Дайчином. - Хо-Урлюк двигается на запад, переходит Эмбу и Урал, громит ногаев. |
| 1637 | - Дайчин снова кочует на Яицких вершинах. Отряды его людей доходят до Волги, затем разворачиваются и осаждают казачьи городки на Яике. - Сюнкей, сын Хо-Урлюка, подходит к Астрахани. - Хо-Урлюк откочёвывает к верховьям Ишима, потом на Каракумы. - Умер Далай-Батыр. |
| 1639 | - Начало религиозной просветительской и политической деятельности Зая-Пандиты среди ойратов и калмыков. - Первый случай серьёзного столкновения русских с торгутами: в этом году калмыки напали на Самару в числе 10 тысяч человек; город подвергся значительной опасности. - Хо-Урлюк зимует под Бухарой, а летом того же года прикочёвывает к верховьям Тобола. - Дайчин зимовал на Каракумах, а потом перешёл на верховья реки Эмба. - Лоузан-тайши кочует по правому берегу Яика. - Хо-Урлюк кочует на Мангышлаке. - Междоусобная война среди ойратов закончилась. |
| 1640 | Сентябрь, съезд ойратских и монгольских ханов и нойонов в Джунгарии. Принят монголо-ойратский закон «Великое Степное Уложение». Созыв съезда и принятие законов подвели итоги деятельности ойратов по созданию единого государства. |
| 1641 | - 31 июля, Сюнкей выдвинул новую формулу разграничения калмыцких земель с русскими: «Волга — место ваше, а Яик — кочевые места наши». - Дайчин кочует под Бухарой. - Лоузан-тайши находится на зимних кочевьях, между Яиком и Эмбой. |
| 1642 | Сюнкей идет походом на Ургенч. |
| 1642—1643 | - Хо-Урлюк кочевал на Индерских горах, оттуда перешёл под Самару. - Калмыки впервые появились вблизи Дона, прикочевав к реке Сал. |
| 1643 | - Даян-Эрке ведёт торговые дела с Астраханью, кочует у Камыш-Самары, охотится на Нарын-Песках и подходит близко к Астрахани. - Сыновья Дайчина кочуют также на Камыш-Самаре. - Зимой Лоузан-тайши кочует на реке Узень, в лесах. В этом же году он подходит к Астрахани. - Сюнкей кочует по Яику, выше Сарайчика, потом переходит на Узень. - 18 февраля, «осада Астрахани» торгутами. |
| 1644 | - отряды торгутов перешли Волгу и продвинулись на юго-запад. Часть их войска подошла к Теркам, а основные силы перешли реку Терек и вступили на территорию Кабарды. - 4 января, торгуты потерпели поражение и главный торгутский тайши Хо-Урлюк погиб под Терским городком во время похода на Кабарду. Торгуты отступили за Волгу на Яик (Урал) к дербетским улусам сыновей дербетского Далай-Батыра. |
| 1644—1661 | Торгутами правит Дайчин. |
| 1645—1647 | Торгуты вновь напали на Кабарду. |
| 1645 | - Умер старший сын Дайчина Даян-Эрке - На Волгу прибыл Зая-Пандита |
| 1646 | - Ухарликская битва. Междоусобная война ойратских нойонов. - Зюнгары и дербеты совершили крупное военное вторжение в Казахстан. |
| 1647—1649 | Торгуты, перейдя правую сторону Волги, заняли под кочевья все пространство на запад до берегов Дона. |
| 1648 | - Торгуты появились под Черкасским городком. - Буддийский монах Зая-Пандита изобрел ойратский алфавит, в основу которого положил общемонгольский. |
| 1649 | Заключение шерти между Дайчином и астраханскими воеводами. |
| 1650-е | Калмыки (торгуты и дербеты) взяли «верх над некоторыми туркменскими улусами», после чего напали на область Астрабад (северо-восточный Иран) и отправили послов к персидскому шаху. |
| 1654 | Возвращаясь от Далай-ламы, Дайчин на обратном пути гостил у Эрдэни-Батур-хунтайджи в Джунгарии и оттуда забрал своего внука Аюку. |
| 1655 | Дайчин отправил послов в Москву. |
| 1657—1658 | Торгуто-русские мирные переговоры. |
| 1657 | Торгуты Аюки с помощью российских войск и войск дербетского нойона Солом-Церена присоединяют улус хошутского тайши Аблая. |
| 1658—1660 | Удачные походы торгутского тайши Мончака против крымцев, азовцев, ногаев Малой орды. |
| 1660—1670 | Появление калмыцкого поселения в районе Чугуева. |
| 1660 | В челобитной ясачные люди Тарского уезда сообщали, что «кучюмовы внучата с калмыцкими воинскими многими людми» разгромили пять верхних ясачных волостей уезда, убив многих мужчин и взяв в плен более семисот женщин и детей. |
| 1661 | - Татарское население Тарского уезда выступило против дербетского нойона Ишпэка и нанесло ему поражение. - 11 июня торгуты тайши Мончака и дербеты дербетского тайши Солом-Церена в соответствии с русско-калмыцким «шертным» договором от 8 июня 1661 года, начали войну с Крымским ханом. |
| 1661—1669 | Торгутами правит Мончак. |
| 1661 | Отряды калмыков (дербетов, торгутов и хошутов) под предводительством торгутского тайши Мончака и дербетского тайши Солом-Церена разбили 40-тысячную крымско-турецкую армию. |
| 1663 | Кендулен-Убуши и дербетский тайша Даян-Омбо со своими улусами и войсками перекочевали из Джунгарии в Приуралье и Поволжье. |
| 1665 | Май, калмыки (торгуты и дербеты) в количестве 10000 всадников участвовали в походе против поляков, стоявших под Белой Церковью. |
| 1666 | По просьбе Российского правительства отряды калмыков (торгутских нойонов Мончака и Дайчина и дербетов дербетского нойона Солом-Церена) участвовали в боевых действиях на Украине против татар, турок и поляков. |
| 1668—1670 | В составе объединённых сил донских, запорожских казаков калмыцкие части приняли участие в походе против Крыма. |
| 1669 | - Смерть Мончака - Хошутский тайши Аблай объединившийся с Кундулен-Убуши, в междуречье Волги и Яика начал боевые действия против торгутов, разгромил главного торгутского тайши Дайчина и завладел торгутскими улусами. |
| 1672—1724 | Торгутами с помощью российских войск и дербетов правит Аюка-хан |
| 1670 | - Вышла на Волгу из Джунгарии сестра хана Аюки, Доржи-Рабдан с 3 тысячами кибиток своих калмыков. - Военные действия Аюки против туркмен и хивинцев вынудили их признать свою зависимость от Калмыцкого ханства. |
| 1671 | - Шукур-Дайчин и Кундулен-Убуши высланы в Тибет. - Аюка с помощью русских войск и родственников разгромил хошутского тайшу Аблая. |
| 1672 | В Тибете скончался Шукур-Дайчин. |
| 1672—1675 | Боевые действия торгутских отрядов во главе с Мазан-батыром в Крыму и в районе Азова. Юрий Лыткин, говоря, что «Дербетовский владелец Солом-Церен-тайши в году модн барс (1674) прибыл на Волгу с 4000 кибиток», заметил, что «в 1672 году Солом-Церен вместе с Аюкою-тайчжием ходил войною на Крымские улусы» и действительно в то время, «князь Каспулат Муцалович Черкасский писал государю, что калмыцкий Аюки-тайши да Солом-Церен-тайши с сыном посылали их людей 10000 человек на крымские улусы, они под Перекопом повоевали татар, побили многие тысячи, всякую животину угнали и улусы и села громили и что сам крымский хан для помочи Турецкому султану удержан в Крыму».                                                                |
| 1674 | Из Джунгарии на Волгу прибыл дербетский владелец Солом-Церен-тайши с сыном Менко-Темиром с 4000 кибиток. |
| 1676 | - К торгутам перекочёвывает Доржи-Рабдан, сестра Аюки, жена Цецен-хана, с 1000 кибиток, потом перекочевывают дербетские нойоны Даян, Баамбуш и другие. - Калмыки в союзе с кабардинцами и запорожцами остановили продвижение турецко-крымских войск на Киев и Чугуев. |
| 1676—1681 | Участие калмыцких отрядов под предводительством Мазын-Батыра в русско-турецкой войне. |
| 1677 | Калмыки (дербеты и торгуты) Аюки громят армию Ибрагим-паши. |
| 1677—1754 | Годы жизни калмыка М. И. Сердюкова, автора проекта реконструкции Вышневолоцкой судоходной системы. |
| 1678 | Калмыцкие отряды воевали на Чигиринских высотах. |
| 1678—1679 | Торгуты, дербеты, кабардинцы, донские казаки отразили, а затем разбили войска крымского хана Мурат-Гирея. |
| 1680 | Дербеты нойона Менко-Темира и торгуты Аюки-тайши совершили набег на Пензу. |
| 1684 | Успешный военный поход Аюки против казахов, туркмен, узбеков и капакалпаков. |
| 1687 | На Волгу из Джунгарии прибыл Цаган-Батур. |
| 1689 | Умер князь Василий Дугаров. |
| 1690 | От лица Далай-ламы V было прислано калмыцкому тайши Аюке ханский титул и печать. Аюка принял эти пожалования, этим поступком демонстрируя некую независимость от России, несмотря на все договоры с ней. |
| 1692 | - Аюка выдает свою ближайшую родственницу за сына крымского хана Селим-Гирея. - Недвусмысленное известие, что «… в улусах у него, Аюкая, к воинскому делу делают огненное ружье непрестанно, чтоб на два человека было по пищале». |
| 1694 | Определение постоянного жалованья калмыкам, приписанным к донским казакам. |
| 1694—1696 | Калмыцкие посольства в Москву. |
| 1696 | Дербеты нойона Менко-Темира участвовали во взятии Азова, разгромив крымскую конницу, за что дербетский нойон Менко-Темир «в низовьях Дона был принят Петром Первым и заверен им в особом покровительстве дербетов». |
| 1698 | - Калмыки отразили набеги крымских татар на Юг России и Украину. - Торгуты и дербеты разбили крымских татар и турок у Таванской крепости, расположенной в устье Днепра. - В Тибет было послано торгутское посольство во главе с Рабджуром. |
| 1699—1700 | Разразилась усобица между Аюкой и главным дербетским тайшой Менко-Темиром. |

## XVIII век

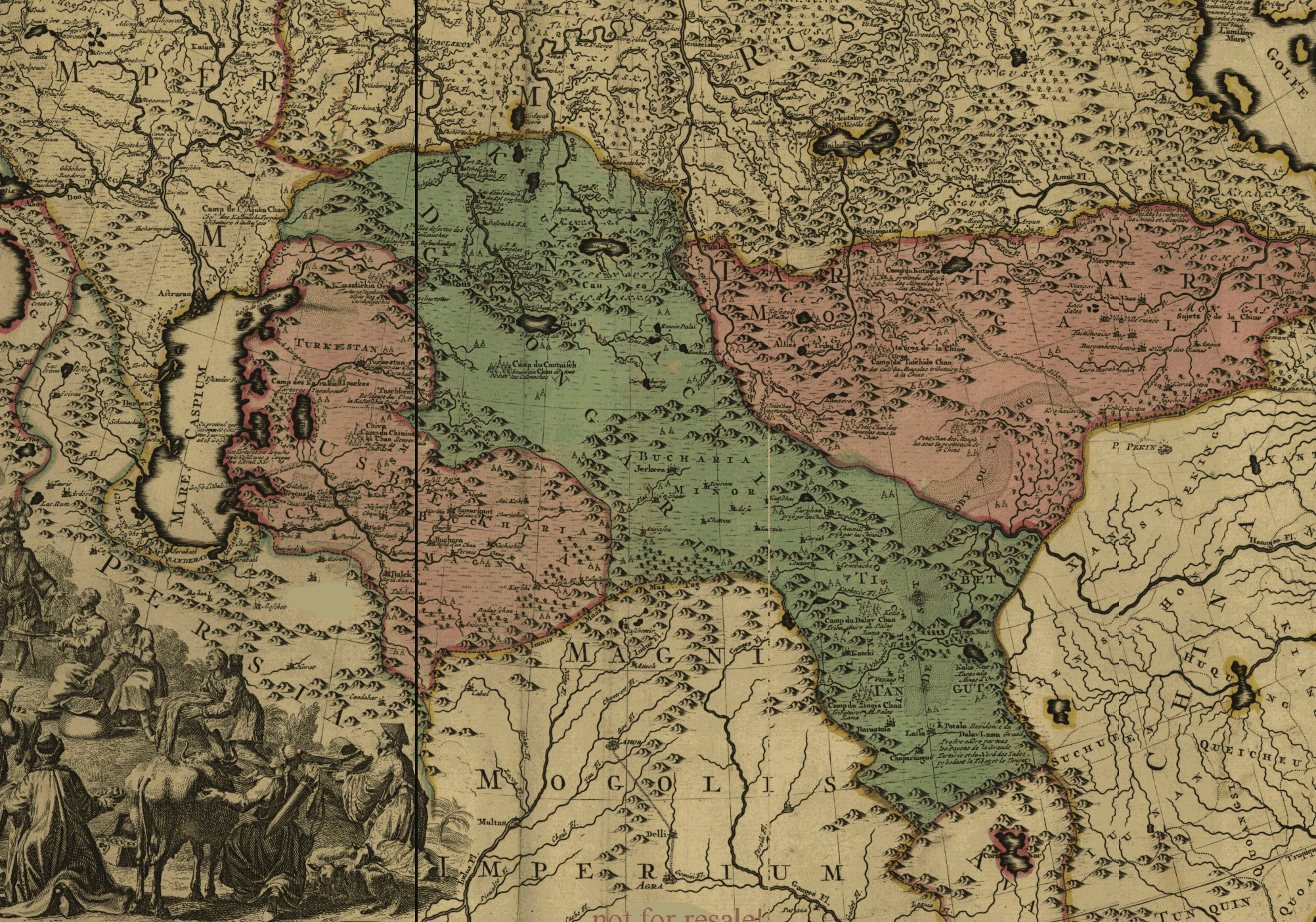
Фрагмент карты Российской Империи Петра Великого, составленной пленными шведскими офицерами приблизительно в 1709 году. Когда в результате перехода части ойратов в русское подданство, они были поселены в пределах России на территории от Алтая до Волги. Среди окружающих Россию государств зелёным цветом выделен Ойратское ханство, условно называемый некоторыми историками Джунгарским ханством

В сентябре 1724 года калмыки дали шерть на верность, которую они признали первой данной ими России. Но они её неоднократно были вынуждены нарушать.
После смерти Аюки-хана (1724) российское правительство вмешалось в вопрос о престолонаследии в Калмыцком ханстве между его сыновьями. Поддержанный Россией известный торгутский тайши Дорджи Назаров в итоге отказался отдавать в Россию аманатом (заложником) своего сына и правителем стал Церен-Дондук (законный наследник — старший сын Аюки). Вмешательство оказалось безрезультатным, но сам факт таких действий России вызвал протест калмыков.
В Азии, ойраты ведут непрекращающиеся войны с маньчжурским Китаем и вставшими на китайскую сторону монголами за контроль над Тибетом и территорией нынешней Монголии.
С 1727 года снова начались многократные набеги калмыков на русские пределы. За одну осень (1727) русские потерпели от них убытков на сумму свыше 60 тыс. рублей, калмыки убили 15 человек и увели в плен 17. В предупреждение этих набегов Верховный тайный совет в 1728 году определил завести в каждом городе от Астрахани до Саратова по 20 расшивных лодок для разъездов солдат астраханского гарнизона. В 1729 году калмыцкие владельцы начали отношения с Джунгарией и под председательством Церен-Дондука советовались о том, вести ли им войну против России. В 1730 году было получено известие, что к калмыкам едет китайское посольство, которое везёт Церен-Дондуку ханский титул от богдыхана. Тогда русское правительство решило опередить китайцев и само поспешило пожаловать Церен-Дондуку титул хана. В 1731 году Церен-Дондук начал самостоятельные отношения с Персией и Оттоманской Портой, а от своих князьков требовал особого почёта. Последние восстали против Церена; русские защищали его своими войсками, вследствие чего Дондук-Омбо собрал 11000 кибиток и вступил в турецкое подданство. В 1732 году русское правительство решило потребовать от османского правительства, чтобы калмыки были высланы из турецких владений, а к Дондук-Омбе послать посольство с грамотой, приглашавшей его вернуться в Россию. На требование посла принять эту грамоту стоя Дондук-Омбо отвечал отказом, и стал совершать нападения на русские деревни и переманивать к себе калмыков. В 1734 году у него считалось уже до 28000 кибиток, а так как земли для кочёвок у него не было, то он просил русское правительство о дозволении ему снова перейти на Волгу.
По итогам третьей ойрато-маньчжурской войны, маньчжурские войска полностью захватывают земли Джунгарского ханства. Что приводит к большому наплыву джунгарских беженцев в пределы Калмыцкого ханства.
В Европе волжские калмыки участвуют во всех войнах, которые ведёт Россия, на её стороне.
| Дата                 | Основные события |
| -------------------- | --- |
| 1700—1721            | Калмыки (торгуты и дербеты) принимают активное военное участие в Северной войне, в том числе в Полтавской битве. |
| 1709                 | Русское правительство признает ханский титул Аюки |
| 1710—1711            | Участие калмыцкого войска в русско-турецкой войне. |
| 1714                 | Калмыцкие улусы посещает цинское посольство во главе с монголом Агадаем и маньчжуром Тулишэнем. |
| 1715                 | Учреждение при калмыцком хане должности русского резидента для контроля над его деятельностью. |
| 1717                 | Образование Астраханской губернии и включение в ее состав Калмыцкой степи. |
| 1722—1723            | Участие калмыцких войск в Персидском походе Петра I. |
| 1724                 | - Сентябрь, калмыки дали шерть на верность, которую они признали первой данной ими России. - Смерть Аюки-хана. Вмешательство России в вопрос о наследии в Калмыцком ханстве. Поддержанный Россией влиятельный калмыцкий нойон Дорджи Назаров, отказался отдавать в Россию аманатом (заложником) своего сына. Ханом стал законный наследник, старший сын Аюки, Церен-Дондук. |
| 1724—1735            | Калмыками правит Церен-Дондук. |
| 1725                 | Приписка группы калмыков к Яицкому казачьему войску. |
| 9 ноября 1731        | Разгром хана Церен-Дондука тайшой Дондук-Омбо. |
| 7 марта 1735         | Смещение русским правительством хана Церен-Дондука и утверждение наместником ханства Дондук-Омбо. |
| 1735—1739            | - Калмыки участвуют в русско-турецкой войне 1735—1739 годов - Калмыцкие войска совершают успешные походы на Кубань и Крым |
| 1735—1741            | Калмыками правит Дондук-Омбо. |
| 1737                 | - Основан Ставрополь-на-Волге (ныне Тольятти), как крепость для крещеных калмыков-казаков. В Тольятти одна из улиц в старом городе названа Калмыцкой. Хотя формально ставропольские калмыки и были христианами на протяжении тех ста лет, что они прожили в Самарском крае, они тайно практиковали буддизм. До сих пор археологи находят статуэтки будд в окрестностях Тольятти. В тамошнем краеведческом музее выставлена редкая бронзовая фигура улыбающегося Будды Шакьямуни. - Написание Габан Шарабом «Сказания об дербен-ойратах». |
| 1741                 | - 21 марта, смерть хана Дондук-Омбо - Открытие в Ставрополе-на-Волге школы для обучения детей калмыков русской и калмыцкой грамоте. |
| 4 сентября 1741—1761 | Калмыками правит Дондук-Даши. |
| 1741—1743            | Калмыцкие отряды участвовали в русско-шведской войне |
| 1741—1753            | Разработка законов Дондук-Даши, дополняющих законы «Степного Уложения» (1640) |
| 1742                 | Основание Енотаевской крепости, ставки хана Калмыцкого ханства Дондук-Даши. |
| 1752                 | Учреждение русским правительством в улусах должности дворянина для разбора тяжб между русскими колонистами и калмыками. |
| 1754—1756            | Приписка группы калмыков к Оренбургскому казачьему войску. |
| 12 августа 1762      | Утверждение русским правительством нового положения о суде Зарго. |
| 1762—1771            | Калмыками правит Убаши. |
| 1764—1824            | Годы жизни художника Ф. И. Калмыка. |
| 1768—1774            | Русско-турецкая война и участие в ней калмыцких войск на Северном Кавказе и в Грузии. |
| 1771                 | - 5 января, начало откочёвки части калмыков в Джунгарию. - 19 октября, упразднение Калмыцкого ханства. Учреждение «экспедиции калмыцких дел» при канцелярии астраханского губернатора. |
| 1773—1775            | Крестьянская война под предводительством Е. Пугачева. Участие в ней калмыцких отрядов. |
| 1776—1851            | Годы жизни художника-калмыка А. Е. Егорова, профессора Академии художеств в Петербурге. |
| 1777                 | Приписка поселившихся на Тереке калмыков к Моздокскому казачьему полку. |
| 1786                 | Переход в казну Багацохуровского и Эркетеневского улусов. |
| 1791                 | Попытки откочевавших калмыков вернуться из Джунгарии в Россию. |

При откочевке торгутов и хошутов в 1771 году в Джунгарию, которая после разгрома Джунгарского ханства в 1757—1758 годах была включена в состав Маньчжурской империи Цин (Китай), основная часть европейских (приволжских) дербетов и дербетских нойонов со своими войсками остались на местах своих кочевок на Дону, Волге и Северном Кавказе, так как были не согласны с откочевкой в подданство Маньчжурской империи Цин и не хотели покидать привольные пастбища в междуречье Дона и Волги и в степях Северного Кавказа. Кроме них, на местах своих кочевий на Волге и в междуречье Волги и Яика (Урала) осталась часть торгутов и хошутов.
Остальная часть калмыцкого народа (в основном торгутов и хошутов) благодаря политике наиболее крупных из торгутских и хошутских нойонов — советников молодого наместника Калмыцкого ханства Убаши — нойона, который в силу возраста и отсутствия жизненного опыта находился под их влиянием, а также влиянию высшего буддистского духовенства, составившего астрологический прогноз и высчитавшего благоприятный для откочевки год и месяц, отправилась в состав Маньчжурской империи Цин. По различным историческим источникам, из 140—170 (33 тыс. кибиток, по другим данным 30 тыс.) до Цинской империи дошли от 70-75 тысяч человек, остальные погибли в пути от болезней, голода, нападений киргиз — кайсацких (ныне — казахских) племен или попали в плен к племенам Центральной Азии.
Лишившись большей части своего населения и двух третей своей армии и народа после ухода Убаши, Калмыцкое ханство значительно ослабло и было упразднено в октябре 1771 года по указу императрицы Екатерины 2-й. Позднее, в 1800 году император Павел 1-й благодаря ходатайствам дербетского тайши Чучея Тундутова, за боевые заслуги оставшихся в России дербетов и торгутов, восстановил Калмыцкое ханство, но ханская власть тогда была ограничена, однако после дворцового государственного переворота и убийства императора Павла 1-го, и изменившейся вследствие этого государственной политики, позднее в 1803 году при императоре Александре 1-м Калмыцкое ханство было снова упразднено.

## XIX век

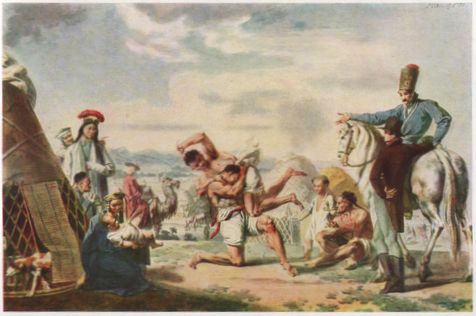
Калмыцкая борьба. 1803 г.

Набираемая из калмыков кавалерия, как нерегулярная часть русской армии, принимала участие в русско-шведской войне 1788—1790 годов, в войне 1807 года с французами и в Отечественной войне 1812 года. Калмыцкие формирования — Первый Астраханский калмыцкий полк, сформированный из калмыков Малодербетовского улуса Астраханской губернии под командованием своего дербетского (дербетовского) нойона (князя) Джамба Тайши Тундутова, Второй Астраханский калмыцкий полк — из калмыков хошутского (хошеутовского) и торгутского (торгоутовского) улусов Астраханской губернии под командованием своего хошеутовского нойона капитана Серебджаба Тюменя и Ставропольский калмыцкий полк в составе корпуса генерала М. И. Платова участвовали в Бородинском сражении, заграничных походах русской армии и были на параде войск победителей в Париже.
В 1822 году созван был съезд калмыцких владельцев и лам в урочище Зинзили, на котором был составлен полный свод обычаев калмыцкого народа. Семью существовавшими в то время улусами (то есть союзами родов) управляли нойоны — родовые вожди, которые получали свою власть в большинстве случаев наследственно, хотя для получения титула нойон, требовалось ещё признание родичей и утверждение со стороны верховного вождя всего калмыцкого народа, носившего звание тайши или (впоследствии) хана.
Каждый улус состоял из нескольких родов (оток), которые делились на аймаки, не имевшие определённой численности и распадавшиеся, в свою очередь, на хотоны. Для ближайшего управления аймаками нойны раздавали их обыкновенно своим дальним родственникам или доверенным лицам, которые получали название зайсангов. Нойоны могли не только назначать зайсангов, но и отнимать у провинившегося зайсанга аймак; тем не менее, в силу укоренившегося обычая наследственности зайсангского звания из этих правителей образовалось особое сословие зайсангов. За ними следовали простолюдины, чернь (хара кюн); они сообща, поулусно обязаны были отправлять ратную повинность, платить дань и другие сборы на содержание нойона и зайсангов. Из общего улусного строя выделялось духовенство (ламы), свободное от податей и имевшее для своего содержания особую челядь, «шабинеров», или ламинских людей. Шабинеры также разделялись на аймаки, но стояли вне общей организации родовых союзов, составляясь из людей различных родов, переданных родоправителями хурулам (монастырям) и ламам.
Калмыки вели исключительно кочевую жизнь. Малая производительность почвы, недостаток мест, удобных не только для земледелия, но и даже для постоянных пастбищ, отсутствие проточных вод и вообще хорошей системы водоснабжения делали невозможною жизнь оседлую. Степь свою калмыки признавали общим владением улусов, не установив ни определённых границ между улусами, ни определённых пространств для кочёвки улусных родов. Эта система землевладения была как нельзя лучше приноровлена к условиям большого скотоводства, которое могло идти успешно лишь при обширности и разнообразии кочевых урочищ. Кочёвки шли по определённым степным «путям» и «полосам», направление которых для каждого рода было освящено временем и народным обычаем. Территориальный размер или «размах» кочёвки определялся, с одной стороны, физическими условиями степи, с другой — количеством стад: чем больше скотовод имел скота, и чем менее было в степи подножного корма, тем шире был его кочевой размах. Направление путей регулировалось колодцами, периоды кочёвок распределялись по временам года: весенние — в первых числах февраля, летние — в начале мая, осенние — в течение августа и зимняя — в ноябре. Объявление о снятии кочевья делалось особым знаком — воткнутой вблизи княжеской ставки пикой. Каждый калмык обязан был кочевать со своим родом; отдаляться от родового пути или кочевать «кривыми» путями строго воспрещалось.
Источником благосостояния калмыков был скот. Тот, у кого погибло стадо, превращался в «байгуша», или «убогого». Эти «убогие» снискивали себе пропитание, нанимаясь с дозволения владельца на работы, главным образом на рыболовных ватагах по Волге. Средину между «байгушами» и скотоводами занимали калмыки «сидячие», скотоводство которых было так невелико, что они не нуждались в больших перекочёвках и потому «отставали» в кочевых путях. Пропитание байгушей и предоставление им, а равно и «сидячим» калмыкам, средств и возможности снова войти в состав родов — все это составляло одну из характерных общественных повинностей родовых союзов. Степное хозяйство калмыков в смысле содержания и размножения стад велось крайне рутинно, без всяких улучшений. Единственную заботу калмыков всегда составляла охрана стад от расхищения; по этому вопросу у них было выработано множество обычаев и правовых норм. Для удостоверения принадлежности скота известному хозяину употреблялись особые знаки — тамги.
10 марта 1825 года царское правительство России издало «Правила для управления калмыцким народом», согласно которым калмыцкие дела передавались из ведения Министерства иностранных дел в ведение Министерства внутренних дел Российской империи.
| Дата            | Основные события |
| --------------- | --- |
| 1800            | - 27 сентября, указ Павла I об отводе калмыкам земель. - 14 октября, указ Павла I о назначении нойона Чучея Тундутова наместником Калмыцкого ханства.                                                                           |
| 26 октября 1801 | Указ Александра I об учреждении при наместнике ханства должности главного пристава. |
| 1802            | - Передача Калмыкии из ведения Коллегии иностранных дел в ведение Министерства внутренних дел. - Открытие в Астрахани первой «калмыцкой» школы для русских учеников.                                                            |
| 1803            | - Май, смерть наместника Калмыцкого ханства Чучея Тундутова; подчинение калмыков непосредственно главному приставу. - Учреждение калмыцкого Ставропольского казачьего полка.                                                    |
| 1804            | - Первое печатное издание в Москве «Букваря» на русском и калмыцком языках. - Опубликование В. Бергманом в Риге первых песен «Джангара» на немецком языке.                                                                      |
| 1806            | - 19 мая, «Положение о землях кочевых народов Астраханской губернии». - 29 ноября, указ Александра I о сформировании калмыцких полков для участия в войне против Наполеона.                                                     |
| 1807—1808       | Действия 5 калмыцких полков на Кавказской укрепленной линии во время русско-турецкой войны. |
| 1812—1814       | Участие калмыцких полков в боевых операциях Отечественной войны и в заграничном походе. |
| 1813—1817       | постройка в Хошеутовского хурула в память победы над Наполеоном. |
| 1819            | Написание Батур-Убаши Тюменем «Сказания о дербен-ойратах». |
| 1822            | «Зензелинское совещание» для пересмотра калмыцкого законодательства. |
| 10 марта 1825   | «Правила для управления калмыцкого народа». Введение крепостного права в Калмыцких землях по инициативе местной калмыцкой знати.                                                                                                |
| 24 ноября 1834  | «Положение об управлении калмыцким народом»; учреждение должности главного попечителя калмыцкого народа. |
| 1838            | Переход в казну Яндыковского и Икицохуровского улусов. |
| 8 июля 1839     | Правила об оспопрививании у калмыков. |
| 1842            | Упразднение Ставропольского (на Волге) калмыцкого казачьего полка и передача его состава Оренбургскому и Уральскому казачьим войскам.                                                                                           |
| 23 апреля 1847  | «Положение об управлении калмыцким народом». Передача управления калмыками из ведения министерства внутренних дел в ведение министерства государственных имуществ.                                                              |
| 1 декабря 1849  | Открытие двухклассного калмыцкого училища в Астрахани. |
| 1854            | Открытие первых пяти калмыцких улусных школ грамоты. |
| 8 марта 1860    | Положение о полном переходе Большедербетовского улуса из Астраханской губернии в состав Ставропольской губернии. |
| 1860—1861       | Кумо-Манычская экспедиция по обследованию Калмыцкой степи. |
| 19 февраля 1861 | Отмена крепостного права в России. |
| 1862            | - Установление станичной формы управления для калмыков Области Войска Донского. - Открытие фельдшерского отделения при Калмыцком двуклассном училище в Астрахани. - Первая перепись калмыцкого населения Астраханской губернии. |
| 1864            | Открытие отделения гимназистов при пансионате астраханского калмыцкого училища. |
| 1865            | Первое официальное упоминание поселка Элиста на Крымском тракте. |
| 1866            | Открытие Ставропольской губернии улусной школы в Большедербетовском улусе. |
| 1867            | Этнографическая выставка в Москве с калмыцким отделом. |
| 1868            | - 1 февраля, открытие в Астрахани первого калмыцкого женского училища. - Вторая перепись калмыцкого населения Астраханской губернии.                                                                                            |
| 1870            | Учреждение комиссии Министерства государственных имуществ для выработки проекта нового «положения» о калмыках. |
| 1872            | - 1 августа, открытие 8 улусных калмыцких женских школ на калмыцкие общественные средства. - открытие в Казани в миссионерских целях инородческой учительской семинарии с калмыцким отделением.                                 |
| 1879—1960       | Годы жизни выдающегося политического и военного деятеля Оки Ивановича Городовикова. |
| 1870-е          | Окрытие в улусах и аймаках первых калмыцких народных школ на общественные средства. |
| 1883—1933       | Годы жизни выдающегося революционного деятеля Харти Бадиевича Канукова. |
| 1884            | Закрытие калмыцкого женского училища в Астрахани; прекращение приема девочек-калмычек в улусные школы. |
| 1890            | Открытие в Астрахани калмыцкой двухклассной миссионерской школы. |
| 1892            | - 16 марта, закон «об отмене обязательных отношений между отдельными сословиями калмыцкого народа». - Начало преподавания калмыцкого языка в улусных школах.                                                                    |

## XX век

### Великая Отечественная война
Калмыцкий вопрос. Тема участия калмыцкого народа в Великой Отечественной войне долгое время в СССР и некоторое время в Российской Федерации была под неким негласным политическим табу в связи с проблемой «калмыцкого вопроса» — перехода части населения на сторону нацистской Германии. Мнимость такого запрета очевидна, поскольку, несмотря на имевший место коллаборационизм (например, Калмыцкий кавалерийский корпус), большая часть калмыков героически защищала свою родину в рядах Красной Армии (среди калмыков много получивших различные награды за боевые заслуги, из них 9 Героев Советского Союза).
| Пехота                  | Бадмаев Эренцен Лиджиевич (15.12.1918 — 07.08.1992) старший лейтенант           | 9 августа 1945 г. с бойцами вверенной ему роты, перейдя границу, атаковал укреплённую японцами высоту Верблюд (Северный Китай), овладел ею и водрузил на высоте красный флаг (уничтожено 35 солдат и офицеров противника, захвачено 2 пушки, 5 пулемётов, много другой боевой техники). В боях под городом Муданьцзян (Маньчжурия) его рота обеспечила продвижение стрелковых подразделений к городу, будучи тяжело раненым, он не оставил поля боя до полного выполнения боевой задачи (награждён «за образцовое выполнение боевых заданий командования на фронте борьбы с японскими милитаристами и проявленные при этом мужество и героизм», указ от 5.5.1990, медаль № 11604). |
| Пехота                  | Басанов Батор Манджиевич (05.05.1911 — 10.08.1982) гвардии старший сержант      | В июле 1944 г. бойцы его отделения первыми ворвались в село Духново (Псковская область), где размещался штаб 19-й дивизии СС, захватили полковое знамя и документы противника, преследуя отступающего врага, отбили четыре орудия и самоходную пушку. Будучи тяжело ранен, продолжал вести огонь и командовать отделением (награждён указом от 24.03.1945, медаль № 8959). |
| Пехота                  | Городовиков Басан Бадьминович (15.11.1910 — 17.08.1983) генерал-майор           | Командуя 251-й стрелковой дивизией (31-я армия), участвовал в Ржевско-Вяземской операции (1943), в ходе которой его дивизия 8 марта освободила город Сычёвку (Смоленская область). Командуя 184-й стрелковой дивизией (5-я армия), умело организовал на своем участке выполнение задачи по окружению войск противника в районе города Витебска (Белоруссия), а также по разгрому вражеской группировки, шедшей на помощь окружённому гарнизону в городе Вильнюсе (Литва). 12 июля 1944 года его дивизия совместно с воинами 45-го стрелкового корпуса освободила город Тракай (Литва). 17 августа 1944 года форсировав реку Неман, его дивизия первой из советских соединений вышла к Государственной границе СССР и 16 октября освободила город Кудиркос Науместис (Восточная Пруссия) (награждён «за умелое командование дивизией и проявленные при этом мужество и героизм», указ от 19.04.1945, медаль № 7110) |
| Кавалерия               | Городовиков Ока Иванович (01.10.1879 — 26.02.1960) генерал-полковник в отставке | Руководил формированием кавалерийских частей и соединений. В июле 1941 г. был представителем Ставки ВГК на Северо-Западном фронте, исполнял обязанности командующего 8-й армией. Летом 1941 г. и в период битвы под Сталинградом (1942 г.) находился на фронтах как представитель Ставки ВГК по использованию кавалерии. В 1943—47 гг. — заместитель командующего кавалерией Советской Армии (награждён «за выдающиеся заслуги в деле создания Вооружённых Сил СССР и защиты Советского государства от врагов нашей Родины и проявленный при этом героизм», указ от 10.03.1958, медаль № 10826). |
| Кавалерия               | Деликов Эрдни Теледжиевич (22.11.1914 — 21.07.1942) сержант                     | 21 июля 1942 г. командовал расчётом ПТР 273-го кавалерийского полка (51-я армия), обороняя переправу через реку Дон в районе хутора Пухляковский (Ростовская область), обеспечив тем самым бесперебойную эвакуацию населения, скота и отход войск Южного фронта (подбил 3 броневика и 4 а/м). Был смертельно ранен (осколком авиационной бомбы ему оторвало ногу), но продолжал сражаться (награждён «за образцовое выполнение боевых заданий командования на фронте борьбы с немецко-фашистскими захватчиками и проявленные при этом мужество и героизм», указ от 31.03.1943, посмертно). |
| Артиллерия              | Манджиев Лиджи Исмаилович (27.09.1919 — 30.03.1985) сержант                     | В ночь с 26 на 27 сентября 1943 г. с орудийным расчётом одним из первых форсировал реку Днепр в районе села Губенское (Запорожская область). При налёте авиации противника организовал стрельбу по пикирующим самолётам. Когда был подожжён катер, сумел отцепить его, тем самым предотвратил пожар парома и спас команду катера. В бою за плацдарм его орудийный расчёт отразил 13 контратак врага. В критический момент боя первым поднялся в атаку и увлёк за собой остальных, был ранен в голову, но поле боя оставил только по приказу командира (награждён указом от 19.03.1944, медаль № 8598). |
|                         | Санджиров Николай Мартынович (29.09.1921 — 12.08.1944) старший лейтенант        | Особо отличился в ходе Сумско-Прилукской наступательной операции при освобождении Украины и форсировании Днепра. Во время наступательных боев с августа до конца сентября 1943 года взвод старшего лейтенанта Н. М. Санджирова снял и обезвредил более 7 тысяч мин противника. На реках Псел и Хорол разведал районы постройки мостов. 28 сентября 1943 года перед форсированием Днепра определил место строительства моста в районе города Канев (Черкасская область). В дальнейшем работал на пароме из трех лодок, переправив под огнем противника за 408 рейсов до 7000 стрелков, 16 пушек, 80 тонн боеприпасов, большое количество техники и продовольствия. Обратными рейсами вывез с плацдарма до 700 раненых. (награждён указом от 03.06.1944). |
| Партизаны и подпольщики | Сельгиков Михаил Арыкович (17.12.1920 — 16.05.1985) старший лейтенант           | С декабря 1941 г. — участник партизанского движения (партизанский отряд имени Д. А. Фурманова, действовал на Брянщине), был заместителем командира по разведке и диверсиям, под его руководством проведён ряд успешных боевых операций. Лично подорвал 6 вражеских эшелонов, 2 железнодорожных моста (награждён указом от 08.05.1965, медаль № 10702). |
| Кавалерия               | Хечеев Биембель Манджиевич (26.12.1917 — 10.07.1954) гвардии лейтенант          | 30 апреля 1945 г. на подступах к городу Фривак (Германия) первым со своим взводом переправился через канал Хафаллендитер-Гроссер. Захватив выгодные позиции, обеспечил переправу основных сил полка, одновременно отбивая контратаки противника. В ходе дальнейшего наступления во главе взвода выдвинулся к траншеям врага и личным примером поднял бойцов в атаку, штурмуя населённый пункт Бредиков (уничтожено десятки солдат и офицеров, подавлено 10 огневых точек противника) (награждён указом от 15.05.1946, медаль № 2877). |

Калмыцкий участок фронта. Боевые действия на территории Калмыцкой АССР проходили с августа 1942 по январь 1943 года и носили специфический характер, сходный с военными действиями на североафриканском фронте. Линия фронта здесь не была сплошной, театр военных действий представлял собой две зоны, одну — оккупированную германскими войсками (16-я моторизованная дивизия — отдельное соединение, в составе группы армий «А»), вторую — под советским контролем (28-я армия — наспех объединённые, необстрелянные формирования в составе Сталинградского фронта). Границей между ними были простирающиеся на многие сотни километров степи и полупустыни (кроме небольшого участка у Хулхуты) с отсутствием естественных укрытий и малым количеством источников пресной воды. Длительное время боевые действия сводились к тому, что противники, опираясь на отдельные пункты, совершали взаимные диверсионные набеги на коммуникации и базы:5-6.
Калмыцкий участок фронта находился на стыке между Сталинградским и Кавказским направлениями и считался второстепенным. Обе стороны неактивно использовали его просто из-за нехватки сил. Стратегическая его важность заключалась в том, что если бы немецким войскам удалось прорваться на Астрахань (например, бросив сюда не одну, а 2—3 моторизованные дивизии, пока направление не было прикрыто гвардейской 34-й стрелковой дивизией), то последствиями была бы потеря волжской водной и ж/д трассы, по которой с Северного Кавказа и Закавказья поставлялось важнейшее для промышленности и транспорта СССР сырьё (в тот период добыча в этих регионах нефти — 86 %, газа — 65 %, марганца — 56 %). План «Фишрейтер» («Серая цапля») германского командования предусматривал захват Астрахани не с запада, из Калмыкии, а с севера, из предполагавшегося захваченным Сталинграда:7-8, 23.
| Хронология боевых действий | |
| 1942                       | |
| июль                       | - 31 июля из Большой Мартыновки и Пролетарской моторизованные части выдвигаются на Зимовники (посёлок, имеющий большое оперативно-тактическое значение, так как через него идёт снабжение советской 51-й армии и здесь находится её штаб). Штаб 51-й армии отступает к Глубокому. |
| август                     | - 2 августа 111-я пехотная дивизия (генерал-майор Г. Рекнагель) повернула от Сальска к Башанте и в течение недели без труда заняла Западный и Яшалтинский районы Калмыцкой АССР. - 5 августа генерал А. И. Ерёменко (командующий фронтом) приказывает 51-й армии отходить к Элисте, там закрепиться и остановить немцев. - 6 августа до подхода основных сил в Элисте сводный отряд (майор И. Д. Дурнев) и группы ополченцев начинают готовить городской узел обороны. Также в городе действует второй отряд (подполковник М. С. Эхохин) и сформирован истребительный отряд из 60 местных работников НКВД (милиционеров). - 10 августа ночью в Элисту прибыл полковник М. К. Зубков, объединивший командование всех боевых групп. к утру передовые части 111-й пехотной дивизии выдвинулись с юга к Элисте и заняли Приютное. - 12 августа с утра части 111-й пехотной дивизии (силами до батальона при поддержке танков) начинают штурм Элисты и занимают её (потери вермахта по советским данным: 14 танков, 3 бронемашины, 7 мотоциклов, ок. 450 солдат и офицеров). в полдень советские войска оставили Элисту. Истребительный отряд ушёл на Яшкуль, гарнизон (майор И. Д. Дурнев) отошёл к Малым Дербетам. |
| 1943                       | |

Обвинение калмыцкого народа в предательстве опровергается массовым героизмом калмыков на фронте и в тылу. Так, за мужество и отвагу несколько десятков тысяч воинов, в том числе 700 женщин, награждены орденами и медалями. 22 уроженца Калмыкии удостоены звания Героя Советского Союза.
Калмыки, Герои Советского союза: Бадмаев Э. Л., Басанов Б. М., Городовиков Б. Б., Городовиков О. И., Деликов Э. Т., Манджиев Л. И., Санджиров Н. М., Сельгиков М. А., Хечиев Б. М. 6 воинов Калмыкии были удостоены высокой чести участвовать 24 июня 1945 г. в историческом Параде Победы на Красной площади в Москве.
За военный период 1941—1943 гг. Калмыцкая АССР направила на фронт 38 778 человек, а с учётом проходивших до начала войны действительную военную службу на фронтах Великой Отечественной войны сражалось 43 210 уроженцев республики. Кроме них, около 300 человек активно участвовали в разведывательно-диверсионных отрядах, действовавших в тылу врага на оккупированной территории Калмыцкой АССР, Сталинградской и Ростовской областей, Орджоникидзевского края. За это же время республика поставила в Красную Армию почти 30 тыс. лошадей, сотни тысяч тонн мяса и рыбной продукции, зерна и другой продукции сельского хозяйства, значительное количество теплых вещей, белья, обуви, а также сдала более 100 млн руб.
В 1943 году территория Калмыцкой АССР освобождена от частичной германской оккупации. Её органы государственной власти и автономия не были восстановлены. Указом Президиума Верховного Совета СССР Калмыцкая АССР была упразднена, а её территория включена во вновь созданную Астраханскую область, город Элиста был переименован в Степной. Все калмыки, включая женщин, детей и стариков, а также всех военнослужащих, солдат и офицеров, фронтовиков, были депортированы в районы крайнего Севера, Сибири, Средней Азии, Казахстана и Алтая.
Следствием репрессий стала гибель свыше 1/3 выселенного народа, утрата многих элементов и черт материальной и духовной культуры.

### Административно-территориальные изменения. Переселения
На протяжении XX в. в области проживания большей части калмыков (Нижнем Поволжье) была создана, переформирована, упразднена и снова восстановлена калмыцкая автономия в составе СССР (РСФСР), а позже РФ.
| Дата | Основные события |
| ---- | --- |
| 1917 | - 25 марта калмыцкие нойоны и зайсанги созвали съезд представителей калмыцкого народа в Астрахани, который ходатайствовал перед Временным Правительством России о создании калмыцкого казачьего войска и автономии калмыцкого народа. - 1 июля решением Временного Правительства была образована «Степная Область калмыцкого народа». - В сентябре создано отдельное Калмыцкое казачье войско. |
| 1920 | - В начале года большевики заняли территории «Степной области калмыцкого народа». - 4 ноября совместным постановлением ВЦИКа и СНК РСФСР из частей территорий Астраханской, Царицынской, Ставропольской губерний, Донской и Терской областей была создана Калмыцкая Автономная Область (также — Автономная область калмыцкого трудового народа) (до 1924/28 г. администрация автономной области находилась в Астрахани, затем была перенесена в город Элисту).                                                                       |
| 1925 | - 25 мая от Калмыцкой АО отчуждён Ремонтненский уезд (Калмыцкий район) в пользу Сальского округа (позже Калмыцкий район отошёл к Ростовской области). |
| 1935 | - 20 октября Калмыцкая АО преобразована в Калмыцкую Автономную Советскую Социалистическую Республику (Калмыцкая АССР). |
| 1943 | - Территория Калмыцкой АССР освобождена от частичной германской оккупации. - Органы государственной власти и автономия не были восстановлены, так как в декабре Указом Президиума Верховного Совета СССР Калмыцкая АССР упразднена и её территория присоединена к Астраханской области (город Элиста был переименован в Степной). - 28 декабря — 31 декабря значительная часть калмыков была депортирована в районы Сибири, Средней Азии, Казахстана, Алтая (операция НКВД «Улусы», под руководством Б. З. Кобулова и И. А. Серова). |
| 1957 | - В январе в составе Ставропольского края восстановлена Калмыцкая АО (указ Президиума Верховного Совета СССР «Об образовании Калмыцкой автономной области в составе РСФСР»), с несколько уменьшенной территорией (Долбанский (совр. Лиманский) и Приволжский (совр. Наримановский) районы отошли Астраханской области, в ведении Дагестана осталось 158 000 га отгонных пастбищ на «Черных землях»). - Почти все выселенные калмыки и их потомки, родившиеся в местах высылки, возвратилась на прежние места проживания.             |
| 1958 | - Восстановлен статус Калмыцкой АССР. |

### Правительство (правители). Политика. Законодательство
| Дата      | Основные события |
| --------- | --- |
| 1937      | - 23 июня принята Конституция Калмыцкой АССР. |
| 1961—1978 | - Главой Калмыцкой АССР был участник Великой Отечественной войны, военачальник, Герой Советского Союза Б. Б. Городовиков.                                                                           |
| 1990      | - В октябре Калмыцкая АССР была переименована в Калмыцкую ССР, получившую некоторый суверенитет. |
| 1991      | - 26 апреля принят закон «О реабилитации репрессированных народов». - 18 октября принят закон «О реабилитации жертв политических репрессий»                                                         |
| 1992      | - 31 марта Калмыцкая ССР переименована в Республику Калмыкию — Хальмг Тангч. |
| 1993      | - 11 апреля К. Н. Илюмжинов избран первым президентом Республики Калмыкия (1-й срок). - 12 апреля Калмыкия стала президентской республикой.                                                         |
| 1994      | - 5 апреля Республика Калмыкия приняла Степное Уложение (Конституцию). - Со стороны калмыцкой администрации в лице президента Республики Калмыкии последовал добровольный отказ от суверенитета.    |
| 1995      | - 15 октября К. Н. Илюмжинов повторно избран президентом Республики Калмыкия на 7 лет (2-й срок). - Учрежден пост Полномочного представителя президента Российской Федерации в Республике Калмыкия. |

### Культура. Общество. Религия. Спорт
| Дата | Основные события |
| ---- | --- |
| 1922 | - В январе-феврале выходит первый в Калмыкии журнала «Ойратские известия».                                                                                                  |
| 1925 | - В январе принят новый калмыцкий алфавит на основе русской графики. |
| 1930 | - Осуществлен перевод на латинизированный алфавит калмыцкой письменности с варианта старомонгольского алфавита.                                                             |
| 1938 | - В апреле введен новый алфавит на русской системе графических знаков. |
| 1940 | - В Элисте проходит VIII пленум Союза писателей СССР, в связи с 500-летием калмыцкого эпоса «Джангар».                                                                      |
| 1992 | - Тэло Тулку Ринпоче избран 19-м Шаджин ламой (верховным ламой) Калмыкии.                                                                                                   |
| 1998 | - Руководитель (Глава Республики) Калмыкии К. Н. Илюмжинов стал президентом Международной шахматной федерации (ФИДЕ). - В Элисте прошла 33-я Всемирная шахматная олимпиада. |

### Хронология эмиграции калмыков
В различные периоды истории XX в. произошло «три волны» эмиграции части калмыков в страны «запада» из Российской империи/СССР/Российской Федерации.
| Дата        | Основные события |
| ----------- | --- |
| 1917—1923   | - «Первая волна» эмигрантов-калмыков в период после Октябрьской революции и гражданской войны (часть из них эмигрировала из Российской империи в Сербию, Болгарию, небольшая часть поселилась во Франции, Румынии и Чехии).                                          |
| 1941—1945   | - В период Великой Отечественной войны часть калмыков перешла на сторону Германии. С отступлением фашистских войск, как в составе немецких частей, так и будучи беженцами, они составили «вторую волну» эмиграции калмыков (ок. 25 000 чел. по данным John Gunther). |
| 1945        | - Продвижение Советской армии на Балканы заставило осевших здесь калмыков-эмигрантов «первой волны» и пополнивших их ряды эмигрантов «второй волны» переселяться в Германию, на территории, оккупированные союзниками (в лагеря для перемещенных лиц).               |
| 1951        | - Выезд в США калмыков, проживавших в лагерях для перемещенных лиц под Мюнхеном в Германии. |
| 1990-е годы | - «Третья волна» эмиграции калмыков в страны «запада». |

## XXI век
| Дата        | Основные события |
| ----------- | --- |
| 2000-е годы | - Дагестанская администрация без вмешательства арбитражного суда решила признать территориальную принадлежность Калмыкии 158 000 га на «Чёрных землях» и заключила соглашение по использованию этих пастбищ на принципах оплачиваемой аренды и ответственности за соблюдение требований экологии. |
| 2001        | - 14 июня принято постановление федерального Арбитражного суда Поволжского округа (г. Казань) «О признании земель, расположенных в Лиманском районе Астраханской области по западную сторону железной дороги „Астрахань — Кизляр, за Республикой Калмыкия» (позже отменено). |
| 2002        | - 27 октября К. Н. Илюмжинов победил во втором туре президентских выборов по Республике Калмыкия (3-й срок). |
| 2003        | - 10 января президиум Высшего арбитражного суда РФ своим решением отменил, как незаконное, принятое постановление федерального Арбитражного суда Поволжского округа (г. Казань) от 14 июня 2001 г. «О признании земель, расположенных в Лиманском районе Астраханской области по западную сторону железной дороги „Астрахань — Кизляр“, за Республикой Калмыкия». (Существует журналистская версия, что отчуждённый от Калмыкии ещё в сер. XX в. Лиманский район стал предметом борьбы между администрациями Республики Калмыкии и Астраханской области, в связи с желанием обеих контролировать в районе добычу рыбы и икры, а также возможностью получения отчислений в региональные бюджеты от КТК (Каспийского трубопроводного консорциума) и наличия здесь перспективных запасов углеводородного сырья). |
| 2004        | - Калмыкию посетил духовный лидер буддистов Тибета, Монголии, Бурятии, Тывы и Калмыкии — Далай-лама XIV. |
| 2005        | - 24 октября президентом РФ В. В. Путиным К. Н. Илюмжинов назначен на пост главы Республики Калмыкия сроком на 5 лет (4-й срок). - 27 декабря в городе Элисте был официально открыт и освящён крупнейший буддистский храм в Европе — Золотая обитель Будды Шакьямуни. |
| 2010        | - 21 сентября президент РФ Д. А. Медведев внёс на рассмотрение Народного Хурала (парламента) Республики Калмыкии кандидатуру А. М. Орлова на пост главы региона. - 28 сентября А. М. Орлов утверждён Народным Хуралом Калмыкии на пост главы региона. - 24 октября А. М. Орлов вступил в должность главы Республики Калмыкия (1-й срок). |
| 2019        | - 20 марта 2019 Бату Хасиков назначен временно исполняющим обязанности главы Республики Калмыкия. - 8 сентября 2019, в Единый день голосования, с результатом 82,57 % в первом туре выборов Главы Республики Калмыкия, Бату Хасиков одержал победу. Срок полномочий завершится в 2024 году. - 21 сентября 2019 состоялась инаугурация избранного главы Республики Калмыкия Бату Хасикова. |